# Patrick Kavanagh (hockey sur glace)
Patrick James Kavanagh, dit Pat Kavanagh, (né le 14 mars 1979 à Ottawa, dans la province de l’Ontario au Canada) est un joueur professionnel canadien de hockey sur glace.

## Carrière de joueur
Après avoir commencé sa carrière avec les Lasers de Kanata Valley de la Ligue centrale de hockey junior A, il passe trois saisons avec les Petes de Peterborough de la Ligue de hockey de l'Ontario.
Lors du repêchage de 1997 il est sélectionné en 2e ronde (50e au total) par les Flyers de Philadelphie.
Il commence sa carrière professionnelle lors de la saison 1999-2000 alors qu’il évolue avec le Crunch de Syracuse de la Ligue américaine de hockey.
La saison suivante il porte les Blades de Kansas City de la Ligue internationale de hockey, puis lors des séries éliminatoires il fait ses débuts dans la Ligue nationale de hockey avec les Canucks de Vancouver.
Entre 2001 et 2004 il évolue principalement dans la Ligue américaine de hockey avec le Moose du Manitoba, en plus de disputer quelques matchs dans la Ligue nationale de hockey avec les Canucks de Vancouver.
Après avoir passé la saison 2004-2005 avec les Senators de Binghamton, il partage la saison suivante entre les Flyers de Philadelphie et les Phantoms de Philadelphie.
À l’automne 2006 il dispute deux matchs avec les Pirates de Portland de la Ligue américaine de hockey, puis il s’en va en Europe. Il évolue alors avec le SaiPa de la SM-liiga (Finlande) et le HV 71 du Championnat de Suède de hockey sur glace.
Entre 2007 et 2011 il évolue dans la DEL (Allemagne). Il porte alors les couleurs des Iserlohn Roosters, des Lions de Francfort et de l'ERC Ingolstadt.
Il évolue ensuite une saison avec les Capitals de Vienne de l’EBEL (Autriche) et une saison avec le HC Pustertal-Val Pusteria de la Série A (Italie).
À l’automne 2013 il revient au Canada, alors qu’il signe un contrat avec les Riverkings de Cornwall de la Ligue nord-américaine de hockey.

## Statistiques
| Saison     | Équipe                    | Ligue      |    | Saison régulière | Saison régulière | Saison régulière | Saison régulière | Saison régulière |   | Séries éliminatoires | Séries éliminatoires | Séries éliminatoires | Séries éliminatoires | Séries éliminatoires |
| Saison     | Équipe                    | Ligue      | PJ | B                | A                | Pts              | Pun              | PJ               | B | A                    | Pts                  | Pun                  |                      |                      |
| 1995-1996  | Lasers de Kanata Valley   | LCHJ       | 54 | 19               | 16               | 35               | 99               |                  |   |                      |                      |                      |                      |                      |
| 1996-1997  | Petes de Peterborough     | LHO        | 43 | 6                | 8                | 14               | 53               | 11               | 1 | 1                    | 2                    | 12                   |                      |                      |
| 1997-1998  | Petes de Peterborough     | LHO        | 66 | 10               | 16               | 26               | 90               | 4                | 1 | 0                    | 1                    | 6                    |                      |                      |
| 1998-1999  | Petes de Peterborough     | LHO        | 68 | 26               | 43               | 69               | 118              | 5                | 0 | 5                    | 5                    | 10                   |                      |                      |
| 1999-2000  | Crunch de Syracuse        | LAH        | 68 | 12               | 8                | 20               | 56               | 4                | 0 | 0                    | 0                    | 0                    |                      |                      |
| 2000-2001  | Blades de Kansas City     | LIH        | 78 | 26               | 15               | 41               | 86               | -                | - | -                    | -                    | -                    |                      |                      |
| 2000-2001  | Canucks de Vancouver      | LNH        | -  | -                | -                | -                | -                | 3                | 0 | 0                    | 0                    | 2                    |                      |                      |
| 2001-2002  | Moose du Manitoba         | LAH        | 70 | 13               | 19               | 32               | 100              | 7                | 1 | 0                    | 1                    | 6                    |                      |                      |
| 2002-2003  | Canucks de Vancouver      | LNH        | 3  | 1                | 0                | 1                | 2                | -                | - | -                    | -                    | -                    |                      |                      |
| 2002-2003  | Moose du Manitoba         | LAH        | 63 | 15               | 15               | 30               | 96               | 14               | 7 | 4                    | 11                   | 20                   |                      |                      |
| 2003-2004  | Canucks de Vancouver      | LNH        | 3  | 1                | 0                | 1                | 0                | -                | - | -                    | -                    | -                    |                      |                      |
| 2003-2004  | Moose du Manitoba         | LAH        | 73 | 23               | 22               | 45               | 69               | -                | - | -                    | -                    | -                    |                      |                      |
| 2004-2005  | Senators de Binghamton    | LAH        | 80 | 14               | 17               | 31               | 87               | 6                | 0 | 1                    | 1                    | 10                   |                      |                      |
| 2005-2006  | Flyers de Philadelphie    | LNH        | 8  | 0                | 0                | 0                | 2                | -                | - | -                    | -                    | -                    |                      |                      |
| 2005-2006  | Phantoms de Philadelphie  | LAH        | 73 | 20               | 23               | 43               | 81               | -                | - | -                    | -                    | -                    |                      |                      |
| 2006-2007  | Pirates de Portland       | LAH        | 2  | 0                | 0                | 0                | 4                | -                | - | -                    | -                    | -                    |                      |                      |
| 2007-2008  | SaiPa                     | SM-liiga   | 23 | 3                | 5                | 8                | 24               | -                | - | -                    | -                    | -                    |                      |                      |
| 2007-2008  | HV 71                     | Elitserien | 10 | 1                | 2                | 3                | 6                | 14               | 1 | 1                    | 2                    | 62                   |                      |                      |
| 2007-2008  | Iserlohn Roosters         | DEL        | 54 | 25               | 25               | 50               | 156              | 6                | 2 | 3                    | 5                    | 40                   |                      |                      |
| 2008-2009  | Lions de Francfort        | DEL        | 49 | 15               | 25               | 40               | 96               | 5                | 3 | 2                    | 5                    | 6                    |                      |                      |
| 2009-2010  | ERC Ingolstadt            | DEL        | 55 | 17               | 32               | 49               | 97               | 10               | 1 | 2                    | 3                    | 10                   |                      |                      |
| 2010-2011  | Iserlohn Roosters         | DEL        | 52 | 15               | 27               | 42               | 62               | -                | - | -                    | -                    | -                    |                      |                      |
| 2011-2012  | Capitals de Vienne        | EBEL       | 25 | 4                | 6                | 10               | 41               | -                | - | -                    | -                    | -                    |                      |                      |
| 2012-2013  | HC Pustertal-Val Pusteria | Série A    | 41 | 14               | 23               | 37               | 96               | 2                | 0 | 0                    | 0                    | 0                    |                      |                      |
| 2013-2014  | Riverkings de Cornwall    | LNAH       | 15 | 2                | 7                | 9                | 20               | -                | - | -                    | -                    | -                    |                      |                      |
| Totaux LNH | Totaux LNH                | Totaux LNH | 14 | 2                | 0                | 2                | 4                | 3                | 0 | 0                    | 0                    | 2                    |                      |                      |